# Krzysztof Biskupski
Krzysztof Biskupski (ur. 8 marca 1954 w Kielcach, zm. 20 stycznia 2023) – polski koszykarz i trener.

## Życiorys
W latach 1968–1970 był zawodnikiem MKS Żak Kielce. W latach 1970–1973 był zawodnikiem Tęczy Kielce występując w ówczesnej II lidze. W latach 1973–1976 reprezentował barwy AZS AWF Warszawa występując w ówczesnej I lidze. Był zawodnikiem reprezentacji Polski juniorów z którą wywalczył między innymi 2 miejsce w międzynarodowym turnieju juniorów w Mannheim w 1973 roku. W latach 1973–1976 był członkiem polskiej kadry narodowej seniorów.
Ukończył Akademię Wychowania Fizycznego w Warszawie. Był trenerem koszykówki i nauczycielem wychowania fizycznego. W latach 1980–1987 był trenerem juniorów w AZS AWF Warszawa, a w latach 1988–1993 trenował drużynę seniorską. 